# Earias waterstoni
Earias waterstoni är en fjärilsart som beskrevs av Edward P. Wiltshire 1947. Earias waterstoni ingår i släktet Earias och familjen trågspinnare. Inga underarter finns listade i Catalogue of Life.